# Championnat de France de football gaélique 2012
Navigation
Édition précédente Édition suivante
Le championnat de France de football gaélique 2012 se déroule du 15 octobre 2011 au 9 juin 2012.
Il est marqué par un nouveau remaniement de la compétition, ainsi le championnat de France de Football gaélique est composé de la façon suivante :
- Le Groupe Fédéral A regroupant les clubs français situés hors de Bretagne, quatre tournois permettront aux deux meilleures équipes de disputer la phase finale du championnat de France.
- Le Groupe Fédéral B qui comprend les clubs bretons, Jersey et Guernesey. Un tournoi regroupant l'ensemble de ces clubs enverra son vainqueur en phase finale du championnat de France, tandis qu'un match entre équipes anglo-normandes permettra à l'une d'entre elles de se qualifier directement pour la phase finale.

- Les clubs bretons disposent de deux moyens pour se hisser en phase finale du championnat. 
  - Tout d'abord via le Championnat de Bretagne : organisé en cinq manches dont la meilleure équipe se qualifiera pour la phase finale.
  - Mais également la Coupe de Bretagne qui enverra son vainqueur en phase finale.

## Les clubs engagés dans la compétition

### Groupe Fédéral A
| Clermont GFC Clermont-Ferrand | Lugdunum CLG Lyon | Niort Gaels | Paris Gaels | Tolosa Gaels Toulouse |

### Groupe Fédéral B
| GF Bro-Leon Brest | Jersey Gaels | Gwenrann FG Guérande | Guernesey Gaels | Kerné Foot Gaélique | EG Haute-Bretagne Liffré | NEC Football Gaélique Nantes | Rennes Ar Gwazi Gouez | GF Bro Sant-Brieg St-Brieuc | Dogues GFC St-Malo | Gwened Vannes FG |

### Championnat et Coupe de Bretagne
| GF Bro-Leon Brest | Gwenrann FG Guérande | Kerné Foot Gaélique* | EG Haute-Bretagne Liffré | NEC Football Gaélique Nantes | Rennes Ar Gwazi Gouez | GF Bro Sant-Brieg St-Brieuc | Dogues GFC St-Malo | Gwened Vannes FG |

```
NB : Le club de Quimper ne dispute pas la Coupe de Bretagne cette saison.
```

## Le déroulement de la compétition

### Groupe Fédéral A
Les 2 premiers seront qualifiés pour la phase finale à 6 équipes disputée à Niort.
|              | Date       | Tournoi          |
| ------------ | ---------- | ---------------- |
| 1re journée  | 16/11/2011 | Toulouse         |
| 2nde journée | 17/03/2012 | Clermont-Ferrand |
| 3e journée   | 07/04/2012 | Lyon             |
| 4e journée   | 19/05/2012 | Paris            |

|                 | TLS | CLF | LYO | PAR | TOTAL |
| --------------- | --- | --- | --- | --- | ----- |
| Lyon            | 25  | 25  | 25  | 13* | 88    |
| Paris Gaels     | 13  | 20  | 20  | 25  | 78    |
| Clermont-Fd     | 20  | 16  | 16  | 13  | 65    |
| Toulouse        | 16  | 13  | 13  | 20  | 62    |
| Niort           | 11  | 11  | 0   | 5.5 | 27.5  |
| Paris Gaels "B" | 0   | 0   | 0   | 5.5 | 5.5   |

Les clubs de Lyon (les Lugdunum CLG) et de Paris (Les Paris Gaels) sont qualifiés par la phase finale.
NB : Trois points retirés à Lyon en raison de la présence d'un week-end player lors du Tournoi de Paris

### Groupe Fédéral B
Dans ce groupe, le vainqueur ainsi que le meilleur club anglo-normand seront qualifiés pour la phase finale à 6.
Cette compétition aura lieu le 28 avril 2012 à Rennes.

### Championnat de Bretagne
|              | Date       | Tournoi   |
| ------------ | ---------- | --------- |
| 1re journée  | 15/10/2011 | Nantes    |
| 2nde journée | 12/11/2011 | Brest     |
| 2nde journée | 19/11/2011 | Vannes    |
| 3e journée   | 17/03/2012 | Guérande  |
| 4e journée   | 31/03/2012 | Liffré    |
| 4e journée   | 31/03/2012 | Locronan  |
| 5e journée   | 02/06/2012 | St-Brieuc |

|           | NAN | BRE | VAN | GUE | LIF | LOC | SBR | TOTAL |
| --------- | --- | --- | --- | --- | --- | --- | --- | ----- |
| Liffré    | 25  | -   | 13  | 20  | 13  | -   | 25  | 96    |
| Nantes    | 20  | 10  | -   | 25  | 10  | -   | 11  | 76    |
| Guérande  | 11  | 13  | -   | 16  | -   | 13  | 16  | 69    |
| Vannes    | 16  | -   | 10  | 9   | -   | 8   | 10  | 53    |
| St-Brieuc | 9   | 7   | -   | 11  | 8   | -   | 13  | 48    |
| Rennes    | 0   | -   | 3   | 13  | 7   | -   | 20  | 43    |
| Brest     | 13  | 8   | -   | 8   | -   | 10  | 0   | 39    |
| Kerne     | 3   | 6   | -   | 10  | -   | 7   | 9   | 35    |
| St-Malo   | 10  | -   | 0   | 0   | 0   | 0   | 0   | 10    |

### Coupe de Bretagne
Liffré a remporté la finale face à Brest (20-12) et se qualifie donc pour la phase finale du championnat.

### Phase finale
Source : Page Facebook de la FFFG
La phase finale du championnat s'est déroulée le 9 juin 2012 au Stade Espinassou à Niort. Huit clubs étaient présents, parmi lesquels les six qualifiés pour le "Championship", ainsi que le Clermont Gaelic Football Club de Clermont-Ferrand et le club organisateur de Niort, qui ont disputé le Shield. 
Le tournoi principal a été remporté par Jersey, qui a battu Lugdunum CLG en finale. 
Ces deux équipes se qualifient pour le tournoi Championship de l'Euroligue, tandis que les autres clubs français pourront disputer le tournoi Shield.
| Groupe A - Niort - Lyon 0-0 / 4-5 - Jersey - Nantes 5-6 / 0-1 - Niort - Jersey 0-1 / 2-9 - Lyon - Nantes 1-5 / 0-2 - Jersey - Lyon 0-2 / 1-0 - Niort - Nantes 0-1 / 4-3 | Groupe B - Paris - Liffré 0-7 / 0-5 - Guernsey - Clermont 2-5 / 1-1 - Paris - Guernsey 0-5 / 0-7 - Liffré - Clermont (victoire de Liffré) - Liffré - Guernsey 1-2 / 0-6 - Clermont - Paris : 0-0 / 5-4 |

| Bouclier - Finale - victoire de Clermont (4e groupe B) contre Niort (4e groupe A) | Championnat - Match pour la 5e place - Nantes (3e groupe A) - Liffré (3e groupe B) : 0-5 / 1-6 |

| Demi-finale 1 - Paris (2e groupe B) - Lyon (1er groupe A) : 2-3 / 2-4 | Demi-finale 2 - Jersey (2e groupe A) - Guernsey (1er groupe B) : 2-3 / 0-7 |

| Match pour la 3e place - Paris - Guernsey : 2-8 / 0-9 | Finale - Lyon - Jersey : 2-3 / 2-10 |

Classement final Championnat
1. Jersey
2. Lyon
3. Paris
4. Guernsey
5. Liffré
6. Nantes

Classement final Bouclier
1. Clermont
2. Niort